# قطع الشركة بين بطريركيتي موسكو والقسطنطينية 2018
بدأ قطع الشركة بين بطركيتي موسكو والقسطنطينية في 15 أكتوبر 2018 عندما قطعت الأولى الشراكة الكاملة مع الأخيرة، من دون التوافق معها.
اتُّخذ هذا الإجراء ردًّا على قرار من المجمع المقدس للبطريركية المسكونية بالقسطنطينية اتخذته في 11 أكتوبر 2018، يؤكد على نيّتها إعطاء الاستقلال للكنيسة الأرثوذكسية الشرقية بأوكرانيا في المستقبل. صرّح القرار أيضًا أن المجمع المقدّس سيبدأ من فوره: إعادة تأسيس ديرٍ مسكوني في كييف، أي هيئة من الكنيسة تخضع مباشرة للبطريركية المسكونية، وإبطال «رسالة السماح» التي صدرت عام 1686 وسمحت لبطريركية موسكو ترسيم مطرانية كييف، ورفع كل الحرمانات على رجال الدين والمتدينين في الكنيستين الأرثوذكسيتين الشرقيتين الأوكرانيتين اللتي لم يكن معترفًا بهما. هاتان الكنيستان اللتان لم يكن معترفًا بهما، الكنيسة الأوكرانية الأرثوذكسية المستقلة، والكنيسة الأوكرانية الأرثوذكسية - بطريركية كييف، كانتا تنافسان الكنيسة الأوكرانية الأرثوذكسية (بطريركية موسكو)، وكانت بطريركية موسكو وغيرها من الكنائس الأرثوذكسية الشرقية تعتبرهما «انشقاقيتين» (أي انفصلتا بغير وجه شرعي).
في قرارها الصادر في 15 أكتوبر 2018، منعت الكنيسة الروسية الأرثوذكسية كل أعضاء بطريركية موسكو (رجال الدين والعلمانيين) من التناول والمعمودية والزواج في أي كنيسة تحت إمرة البطريركية المسكونية. قبل ذلك، ردًّا على تنصيب أسقفين إكارخوسين من البطريركية المسكونية في أوكرانية، قرر المجمع المقدس في موسكو في 14 سبتمبر 2018، إيقاف المشاركة في أي مجامع أسقفية، أو نقاشات لاهوتية، أو هيئات متعددة الأطراف، أو أي هيئة أخرى يرأسها أو يشارك في رئاستها ممثلون للبطريركية المسكونية.
يشكل الانقسام هذا جزءًا من نزاع سياسي أوسع ضمّت فيه روسيا القرم عام 2014، وتدخّلت في أوكرانيا عسكريًّا، وظهرت فيه رغبة أوكرانيا في الانضمام إلى الاتحاد الأوروبي وحلف الناتو. يذكر هذا الانقسام بانقسام موسكو - القسطنطينية الذي حدث عام 1996 على السيادة القانونية على إستونيا، لكنه انحل بعد ثلاثة شهور.
في 21 أكتوبر 2019، أرسل رئيس الأساقفة إيرونيموس الثاني الأثيني، وهو قائد كنيسة اليونان رسالةً إلى إبيفانيوس، وهو قائد كنيسة أوكرانيا الأرثوذكسية (التي تشكلت في اتحاد كنيسة أوكرانيا الأرثوذكسية - بطريركية كييف، وكنيسة أوكرانيا الأرثوذكسية المستقلة، وأجزاء من كنيسة أوكرانيا الأرثوذكسية - بطريركية موسكو، حدث في 15 ديسمبر 2018). دعمت كنيسة اليونان كلها هذا القرار، إلا سبع مطارنة. يعني هذا القرار أن كنيسة اليونان اعترفت بالكنيسة الأوكرانية الأرثوذكسية. أعلنت الكنيسة الأرثوذكسية الروسية من قبل أنها ستكسر الشراكة مع أي كاهن في كنيسة اليونان يشترك مع أي كاهن في الكنيسة الأوكرانية الأرثوذكسية. في يوم الأحد، الثالث من نوفمبر 2019، لم يشر البطريرك كيريل الموسكي إلى قائد كنيسة اليونان في القداس، فأزاله من الدبتك (اللوح المزدوج). في 26 ديسمبر قطعت الكنيسة الروسية الأرثوذكسية الشراكة القربانية المقدسة مع بطريرك الإسكندرية الأرثوذكسي اليوناني، ثيودور الثاني، وأوقفت ذكره، لأنه أقرّ بالكنيسة الأرثوذكسية الأوكرانية في الشهر السابق. في 20 نوفمبر عام 2020، أعلن المجمع المقدس للكنيسة الأرثوذكسية الروسية أن البطريرك كيريل لن يذكر رئيس الأساقفة كريسوستوموس الثاني القبرصي، لأنه ذكر إبيفانيوس في 24 أكتوبر 2020.

## خلفية

### تاريخ الأرثوذكسية الشرقية في أوكرانيا
بعد معمودية شعب الروس، أصبحت هذه الأراضي تحت سلطة مطرانية كييف. من المطارنة الأربعة والعشرين الذين جلسوا على كرسي المطرانية قبل الغزو المغولي، كان اثنان من أصل محلي، والبقية من الإغريق. وعادةً، كان تنصيب هؤلاء المطارنة يكون من القسطنطينية لا باختيار أساقفة الأبرشيات، وهو المنصوص عليه في القانون. بعد الغزو المغولي، أصاب الجزء الجنوبي من الروس خرابٌ شديد وتسارع تفكك شعب الروس الكييفي. قضى المطران كيريل الثالث، الذي جلس على العرش 30 عامًا، كل زمنه في أرض فلاديمير سزدال، ولم يزر كييف إلا مرتين، ولو أنه من قبل جاء من غاليسيا ورشّحه لمنصب المطرانية الأمير دانييل الغاليسي. بعد الحملة المغولية الجديدة عام 1299، انتقل المطران مكسيم أخيرًا إلى فلاديمير في الشمال، ولم يترك وراءه أسقفًا واحدًا. في عام 1303، تأسست كنيسة جديدة للروس الغربي الجنوبي في غاليسيا ورسّمت القسطنطينية المطران، ولكن وجودها انتهى عام 1355 بعد حروب غاليسيا وفولينيا. في عام 1325، انتقل المطران بيتر إلى موسكو، وشارك مشاركة عظيمة في صعود دوقية موسكو الكبرى، التي غزت الإمارات الروسية الأخرى في الشمال الشرقي لما كان من قبل روس الكييفية. وقع جزء آخر من روس الكييفية تدريجيًّا تحت حكم دوقية ليتوانيا الكبرى ومملكة بولندا، التي دخلت في نزاع ندّي مع موسكو. طلب أدواق ليتوانيا من القسطنطينية مطرانية مستقلة لهم للأرثوذكسيين الذي في أراضيهم. مع أن مطران موسكو حافظ على لقبه «مطران كييف وكل الروس»، فإنه لم يحكم الأرثوذكس خارج أراضي دوقية موسكو الكبرى. وافقت القسطنطينية مرتين على إنشاء مطرانية مستقلة لليتوانيا، ولكن هذه القرارات لم تكن دائمة، لأن القسطنطينية كانت تريد دائمًا الحفاظ على كنيسة واحدة لحكم أراضي روس الكييفية السابقة.
في 1439، دخلت القسطنطينية في اتحاد مع الكنيسة الرومية الكاثوليكية. في موسكو، رُفض هذا القرار رفضًا صريحًا، واتُّهم المطران إزيدور، المرسَّم في القسطنطينية بالهرطقة، وسُجن، ثم نُفي. في عام 1448، انتخب مجلس رجال الدين الروسيين الشماليين الشرقيين في موسكو، بالنيابة عن الأمير فاسيلي الثاني الموسكي، جونا مطران كييف وكل الروس، من دون موافقة بطريرك القسطنطينية. في عام 1469، صرّح البطريرك ديونيسيوس الأول أن القسطنيطينية لن تقرّ بأي مطران رُسّم من دون مباركتها. في الوقت نفسه، بقي مطران كييف (الذي كان في نوفوغردوك) في سلطته تحت البطريركية المسكونية في القسطنطينية. بقي استقلال موسكو الواقعي عن القسطنطينية غير معترَف به حتى عام 1589 عندما أقرّ البطريرك جيريمياس الثاني القسطنطيني إنشاء بطريركية خامسة جديدة في موسكو. أكّد القرار بعد ذلك أربعة بطاركة شيوخ في عام 1593.
أصبح بطريرك موسكو رئيس «كل روسيا والبلدان الشمالية»، وأصبحت تشرنيهيف (الأوكرانية) أبرشية من أبرشياته. ولكن، لم يكن للبطريرك سلطة على الأساقفة الأرثوذكسيين في الدولة البولندية الليتوانية، إذ بقي هؤلاء تحت حكم القسطنينية. في الوقت نفسه، مال الكهنة الأرثوذكسيون في هذه الأراضي إلى الاتحاد مع روما، على رغم معارضة أبرشياتهم، التي شكلت بعد ذلك أخويات أرثوذكسية لتحافظ على هويتها. على طريقه إلى موسكو، زار جيريمياه الثاني أراضي أوكرانيا الحالية وفعل أمرًا غير مسبوق، إذ منح الصفة المسكونية (الخضوغ المباشر للبطريرك) لكثير من الأخويات الأرثوذكسية. أثار هذا القرار غضب الأساقفة المحليين، ثمّ أعلن اتحاد بريست الذي دعمه معظم أساقفة الدولة الأرثوذكسيين، ومنهم المطران ميكيل روغوزا. رسميًّا، أُنهيت مطرانية كييف الأرثوذكسية (لا الكاثوليكية الشرقية) في الدولة الولندية الليتوانية، ولم يعد تأسيسها إلى عام 1620، إذ تعايشت مع المطرانية المتحدة. قاد هذا إلى نزاع حاد وتمردات عديدة انتهت بانتفاضة خميلنستكي.